# Lophopyxis maingayi
Lophopyxis maingayi är en tvåhjärtbladig växtart som beskrevs av Joseph Dalton Hooker. Lophopyxis maingayi ingår i släktet Lophopyxis och familjen Lophopyxidaceae. Inga underarter finns listade i Catalogue of Life.